# Svatove
Svatove o Svatovo (in ucraino Сватове; in russo Сватово) è una città  dell'Ucraina (16 148 abitanti) situata nel distretto di Svatove, nell'oblast' di Luhans'k. Ospita l'amministrazione del distretto di Svatove e della comunità territoriale di Svatove, una delle comunità territoriali dell'Ucraina.
Attualmente è sotto il controllo delle Forze Armate Russe.

## Storia
Nel XIX secolo il villaggio di Svatove faceva parte di Svatovo-Lučskaja volost' dell'uezd di Kup"jans'k della Governatorato di Char'kov.
Dopo la proclamazione della repubblica separatista di Lugansk il 27 aprile 2014, la regione divenne un campo di battaglia nella guerra del Donbass. Svatove rimase sotto il controllo governativo ucraino. Nella cittadina non si tenne nemmeno il referendum separatista dell'11 maggio.